# استوارت استیکنی
استوارت استیکنی (انگلیسی: Stuart Stickney; ۹ مارس ۱۸۷۷ – ۲۴ سپتامبر ۱۹۳۲) گلف‌باز اهل ایالات متحده آمریکا بود.